# Burgo (Arouca)
Pour les articles homonymes, voir Burgo.
Burgo est une ancienne paroisse civile portugaise (en portugais : freguesia) de la municipalité d'Arouca dans le district d'Aveiro.

## Histoire
La ville de Burgo s'est établie à côté d'un monastère et porte le nom de Vila Meã do Burgo ou Burgo Novo de Arouca. En 1817, la municipalité de Burgo est annexée par Arouca, dont elle devient une paroisse.
La loi no 11-A/2013 du 28 janvier 2013, portant réorganisation administrative du territoire des freguesias, fusionne Burgo avec la paroisse voisine d'Arouca pour former l’União das freguesias de Arouca e Burgo (dont le siège est à Arouca).